# Ricardo Pavoni
Ricardo Pavoni (Montevideo, 8 luglio 1943) è un ex calciatore uruguaiano, di ruolo difensore.

## Palmarès

### Club

#### Competizioni nazionali
- Campionato argentino: 3

Independiente: 1967, 1970, 1971

#### Competizioni internazionali
- Coppa Libertadores: 4

Independiente: 1972, 1973, 1974, 1975
- Coppa Intercontinentale: 1

Independiente: 1973
- Coppa Interamericana: 3

Independiente: 1972, 1974, 1975
- Supercopa Sudamericana: 1

Independiente: 1995